# Église Santa Maria Regina Coeli
Santa Maria Regina Coeli est une église catholique romaine du centre historique de Naples, en Italie. 

## Histoire
Après le tremblement de terre de 1561 qui endommage leur siège d'origine à Naples, les prêtres des chanoines réguliers du Latran déménagent au Palazzo Montalto, à côté du monastère de San Gaudioso. Ici, ils bâtissent un nouveau couvent dédié à Sainte Marie, Reine du ciel (Regina Cœli). 
L'église actuelle est construite en 1594 sous la direction de Luciano Quaranta. Le bâtiment est reconstruit par Giovanni Vincenzo Della Monica, puis plus tard par Giovanni Francesco di Palma ; et enfin par Francesco Antonio Picchiatti en 1682. En 1812, les moines sont transférés au monastère de Gesù e Maria, et à leur place aménagent les Sœurs de la charité de sainte Jeanne-Antide Thouret, qui sont toujours propriétaires de l'ensemble en 2022.

## Description
L'entrée est précédée de deux escaliers menant à un pronaos à arcades, qui a été peint à fresque (1594) par le peintre flamand Loise Croys, élève de Paul Bril. À droite de la sacristie, s'élève un clocher octogonal à côté de la Via Pisanelli. 

L'intérieur présente une décoration du XVIIIe siècle. Le plafond en bois a été conçu par Pietro De Marino et contient des toiles de Stanzione. Près des fenêtres, des peintures de Luca Giordano, Micco Spadaro, Giovanni Battista Beinaschi et Pietro del Pò. L'abside a un dôme, stuqué en 1683, tandis que l'autel a été achevé au XVIIe siècle par Giovanni Mozzetta. Les murs ont des fresques de Pietro Bardellino. D'autres fresques de l'église sont de Lorenzo Vaccaro. Dans la quatrième chapelle se trouve un tableau de Giordano, et dans la sacristie se trouve une Pietà de Filippo Vitale. 

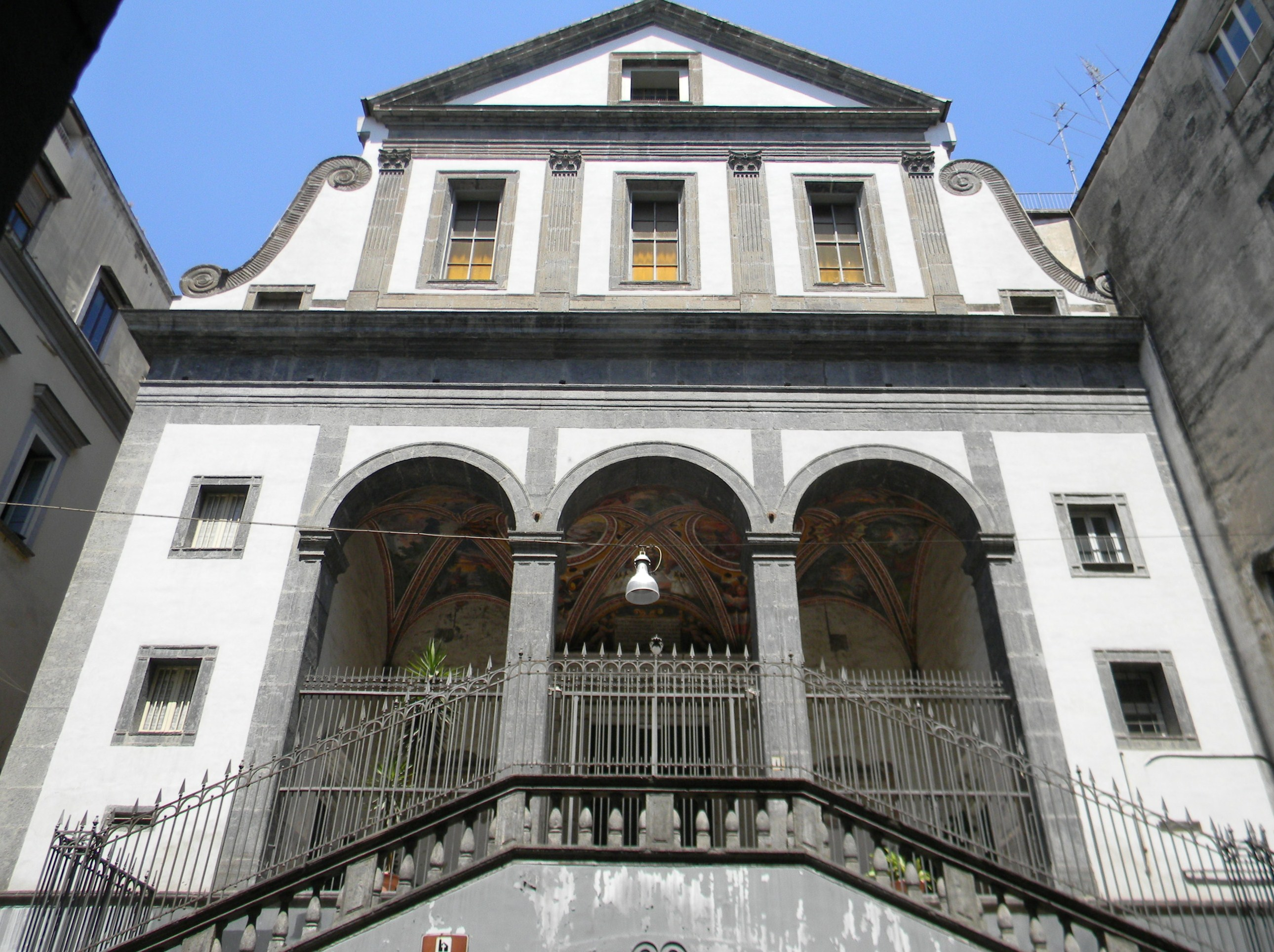
Façade
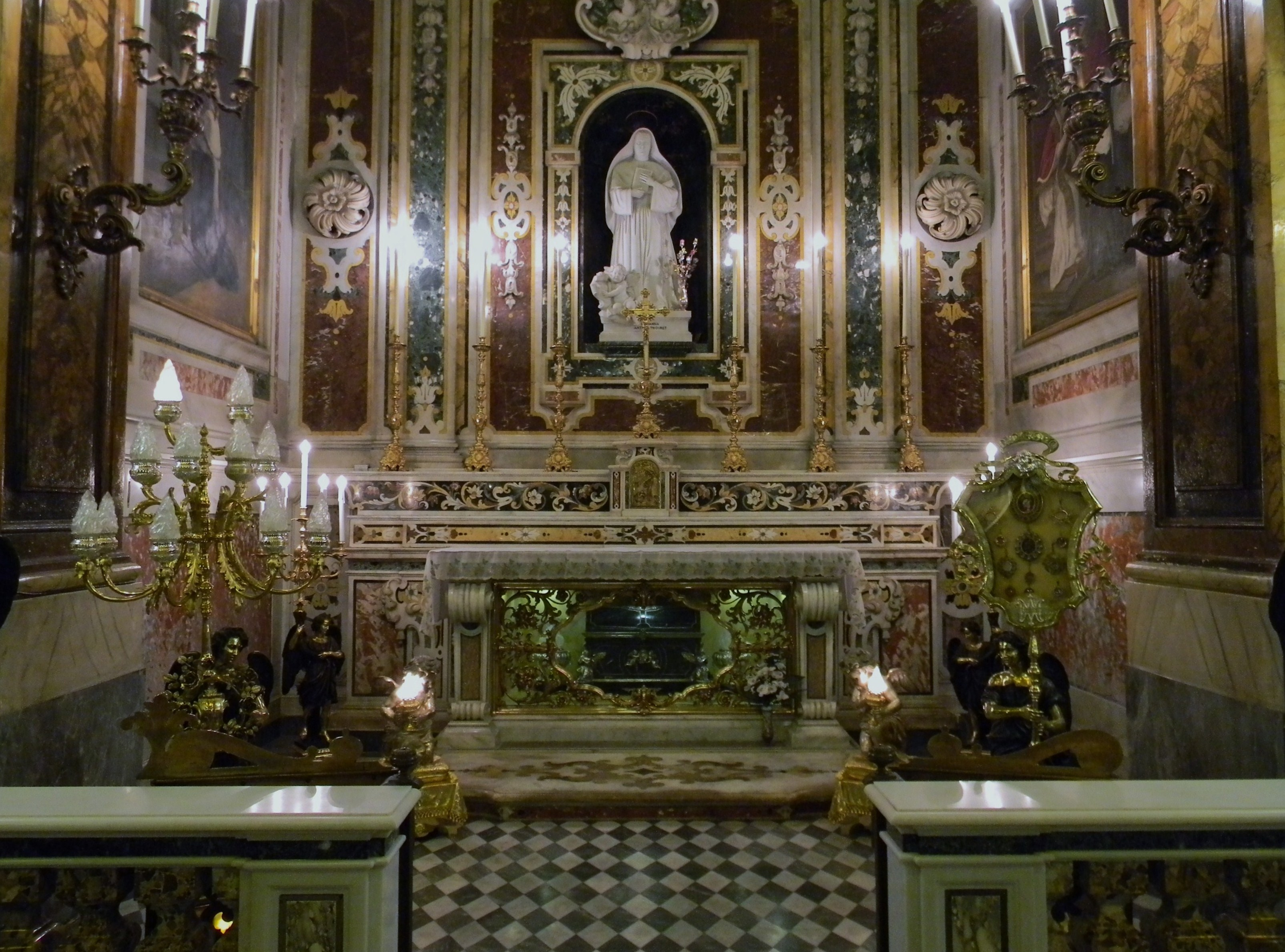
Autel baroque
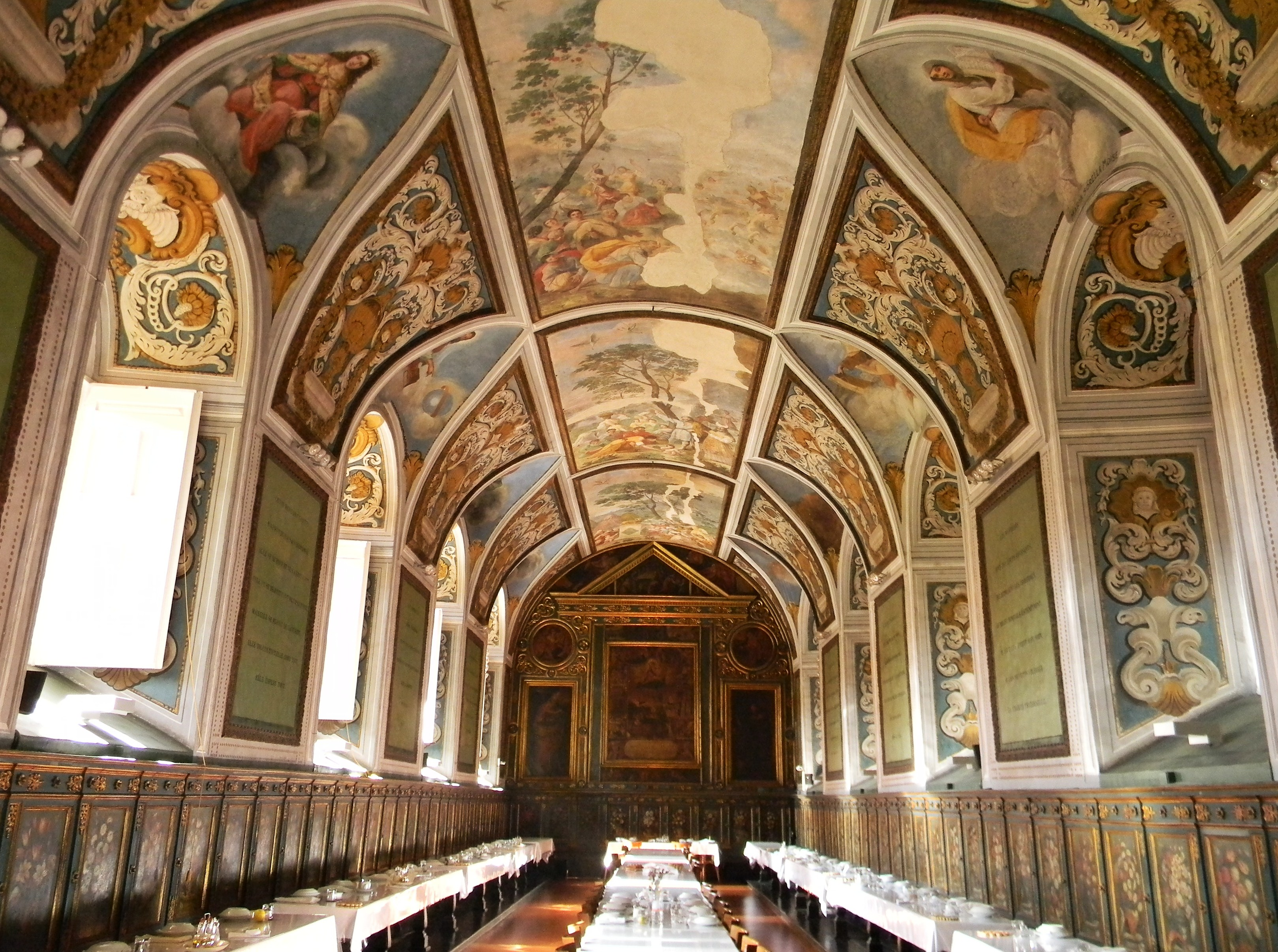
Réfectoire
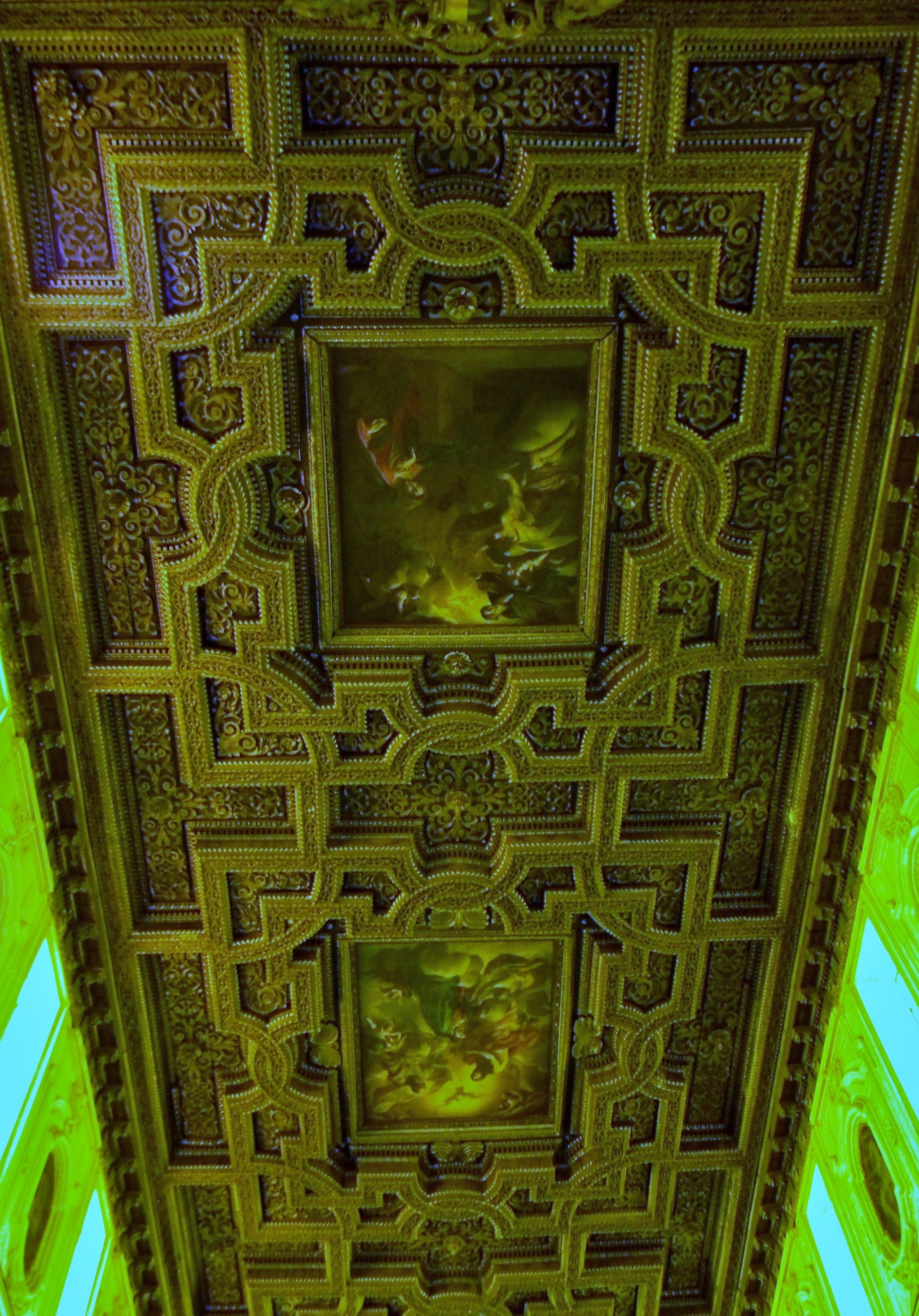
Plafond

## Le cloître
Le cloître conserve un buste de Saint Vincent de Paul et de Sainte Jeanne Antide Thouret. Des reconstructions ont été effectuées en 1599, et d'autres travaux dans le couvent ont eu lieu dans la seconde moitié du XVIIe siècle par l'architecte Francesco Antonio Picchiatti.  

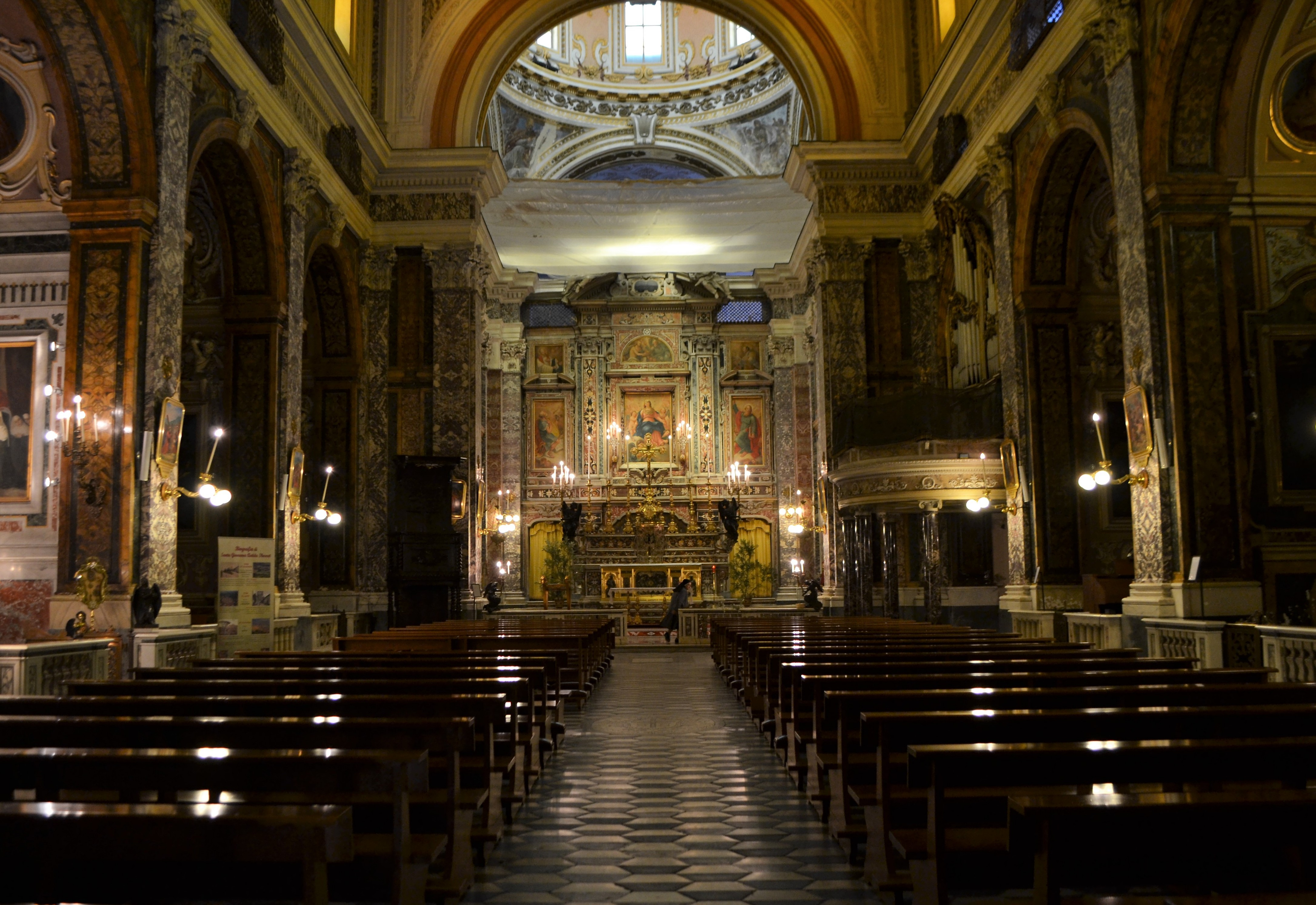
Nef
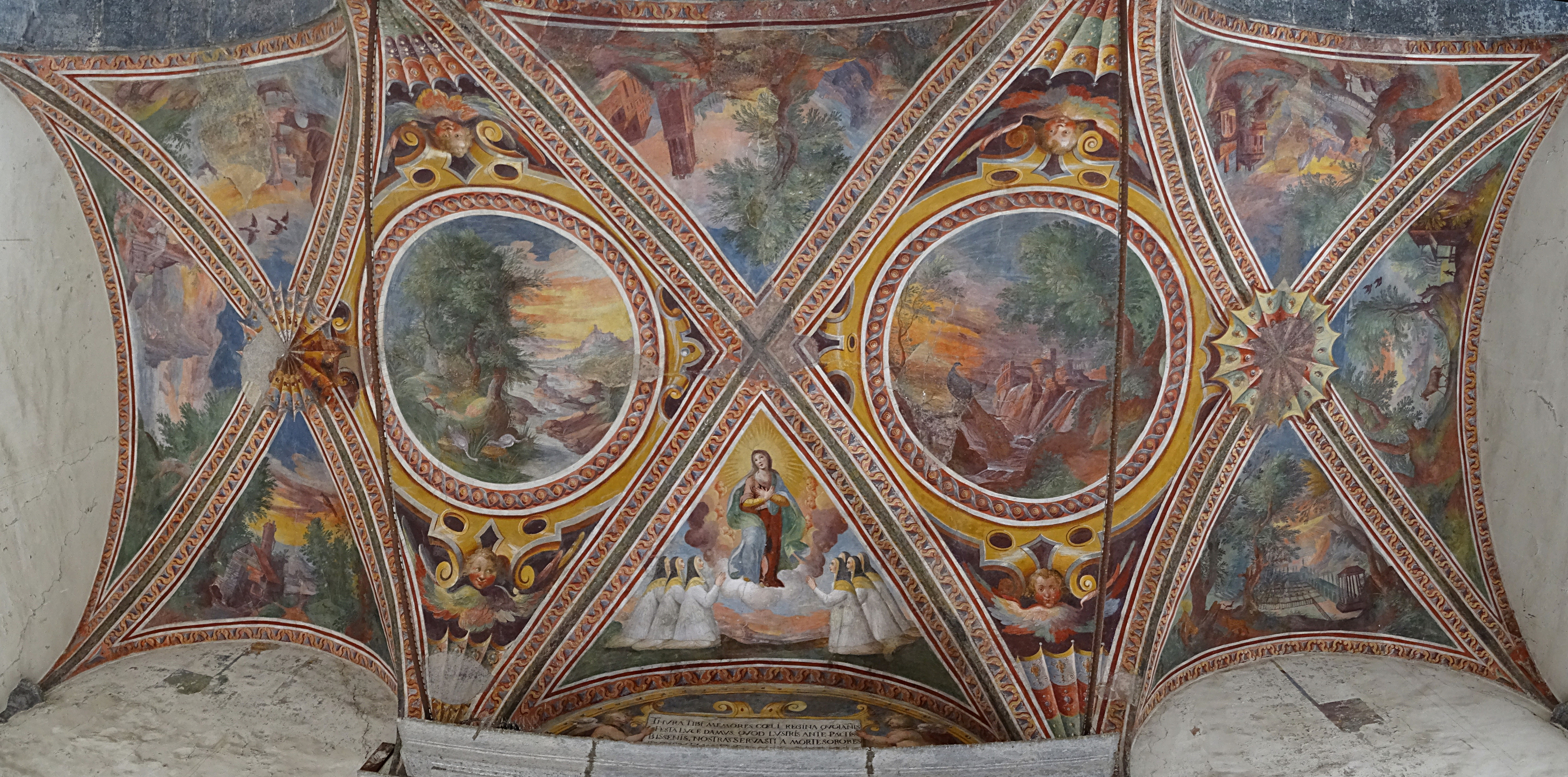
Fresques au plafond à l'entrée
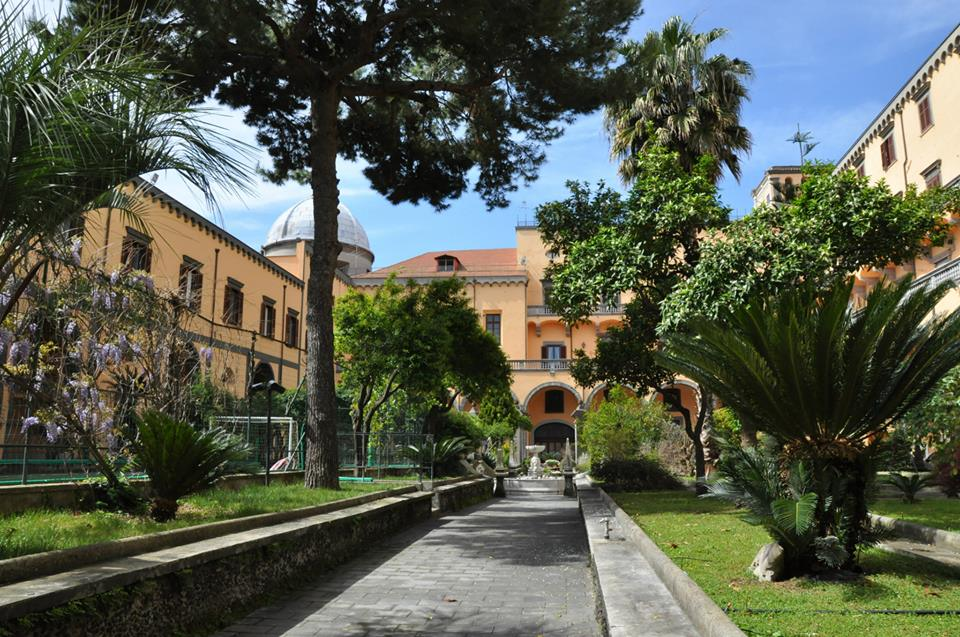
Le cloître

## Source de traduction
- (en) Cet article est partiellement ou en totalité issu de l’article de Wikipédia en anglais intitulé « Santa Maria Regina Coeli » (voir la liste des auteurs).